# Escuadrones de Aviación del Imperio otomano
Los Escuadrones de Aviación del Imperio otomano eran unidades de aviación militar tanto del Ejército del Imperio Otomano como de la Armada Otomana. La historia de la aviación militar otomana se remonta a junio de 1909 o julio de 1911. En ocasiones, esta organización ha sido nombrada como la Fuerza Aérea Otomana. Los escuadrones de la fuerza aérea alcanzó su máximo potencial en diciembre de 1916. Por aquella fecha eran capaces de desplegar hasta 90 aviones. Los escuadrones de la aviación se reorganizaron como el Inspectorado General de las Fuerzas Aéreas (kuva-Yi Havaiye Müfettiş-i Umumiliği) el 29 de julio de 1918. En el momento del Armisticio de Mudros, la aviación militar otomana tenía alrededor de 100 pilotos, 17 compañías de aeroplanos en bases terrestres (4 aviones cada una) y 3 compañías de hidroaviones (4 aviones cada una); con un total de 80 aviones. Con la firma de dicho armisticio el 30 de octubre de 1918, los Escuadrones de Aviación del Imperio otomano llegaron efectivamente a su fin.

## Establecimiento de la escuela de vuelo y unidades de guerra

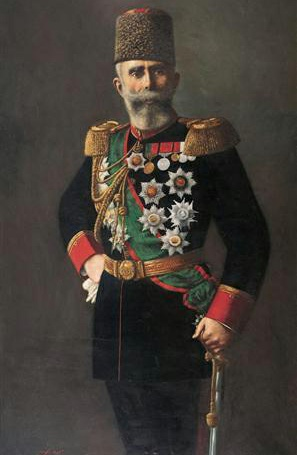
Mahmud Shevket Pasha desempeñó un papel decisivo en la fundación de los escuadrones de aviación otomanos.

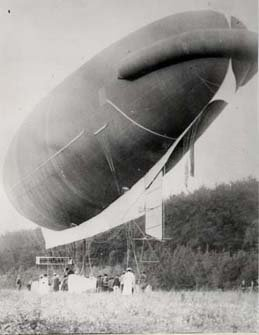
Base aérea de Yeşilköy en 1911.

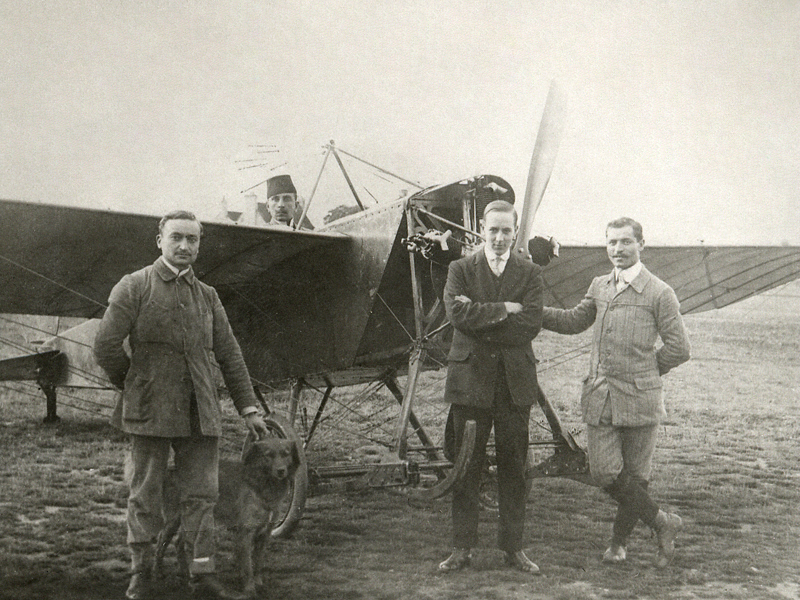
Pilotos otomanos a principios de 1912.

El 2 de diciembre de 1909, Louis Blériot y un piloto belga, el Barón Pierre de Provee, realizaron la primera demostración de vuelo en el Imperio otomano.
Tras ser testigo de la creciente importancia de una sección de apoyo de combate aéreo, el Gobierno otomano decidió organizar su propio programa de aviación militar. Para este propósito, se envió a oficiales a Europa a finales de 1910 para su formación como pilotos. Sin embargo, debido a las dificultades financieras, el programa de estudiantes fue abortado y los aprendices regresaron al Imperio Otomano en la primavera de 1911. 

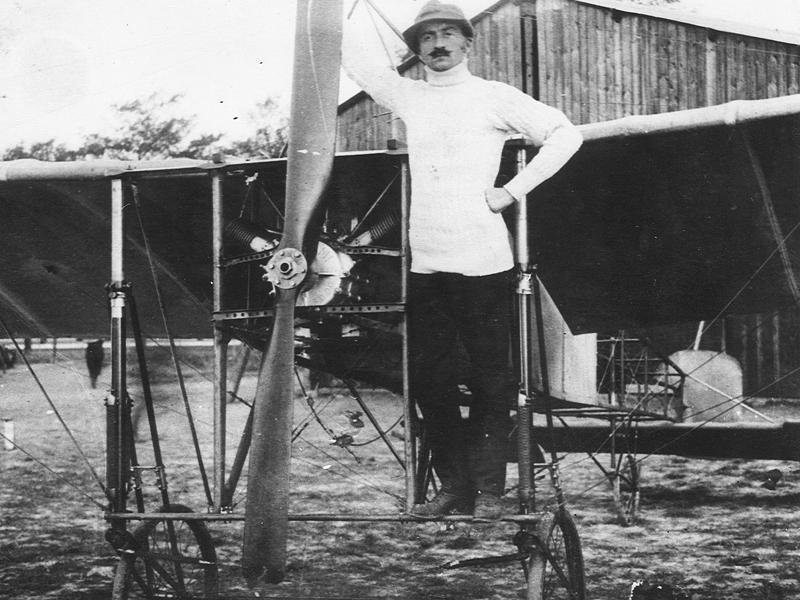
Mehmet Fesa Evrensev (Fesa Bey).

Aunque sin ningún tipo de directrices gubernamentales para el establecimiento de una fuerza aérea, el ministro de Guerra otomano de la época, Mahmud Shevket Pasha, siguió alentando la idea de un programa de aviación militar. El 28 de junio de 1911 se llevó a cabo un examen escrito y el 4 de julio fueron seleccionados el capitán de caballería Mehmet Fesa (Evrensev) y el teniente de ingenieros Yusuf Kenan. El primero fue enviado a Francia y el segundo, a Alemania. Sin embargo, debido al excesivo nivel requerido por la escuela alemana, ambos fueron asignados a Francia y matriculados en la escuela aeronáutica Blériot en Étampes, cerca de París, en julio de 1911.
A finales de 1911 el Teniente Coronel de estado mayor Süreyya (Ilmen) fue el encargado de fundar el Comité de Aviación (Tayyare Komisyonu) con miembros de la Inspección de Técnicas y Formaciones Fortificadas (Kıtaât-i Fenniyye ve Mevâki-i Müstahkeme Müfettişligi). Se erigieron dos hangares de tienda de campaña para la Escuela de Aeronaves (Tayyare Mektebi) en enero de 1912 en San Stefano, al oeste de Constantinopla, donde está hoy elAeropuerto Internacional Atatürk.
El 21 de febrero de 1912, Mehmet Fesa y Yusuf Kenan completaron su entrenamiento de vuelo en la Escuela Blériot y volvieron a casa con los certificados franceses número 780 y 797 del aeroclub. En ese mismo año, ocho oficiales otomanos más fueron enviados a Francia para el entrenamiento de vuelo. Fesa Bey y Yusuf Kenan Bey volaron sobre Constantinopla el 27 de abril de 1912.
El Imperio Otomano comenzó a preparar sus primeros pilotos y aviones con la fundación de la Escuela de Aviones (Tayyare Mektebi) en San Stefano el 3 de julio de 1912. Esta aceleró el avance en el programa de la aviación militar, aumentó el número de hombres alistados en ella y le dio a los nuevos pilotos un papel activo en las Fuerzas Otomanas.
En el mismo año se adquirió en Francia un monoplaza y un biplaza Deperdussin, que fueron llevados a Estambul en marzo de 1912. También se compraron dos copias de la versión biplaza del Bleriot XI-b, de las cuales la primera se presentó al Supremo Comandante Rıza Pasa; tres de un modelo biplaza diferente llamado XI-2; y tres monoplazas Pingouin de entrenamiento en tierra, que fueron utilizados por el ejército otomano.
El REP (Robert Esnault-Pelterie) fue uno de los primeros aviones en ser desplegado por el Imperio Otomano. Fue diseñado por Robert Esnault-Pelterie, su primer vuelo tuvo lugar en 1912 y entraron en servicio durante ese mismo año en Francia. En conformidad con un acuerdo alcanzado entre el productor y el Ministerio de Guerra otomano, se adquirieron siete aeroplanos REP fueron y se planificó su unión al Ejército Otomano el 15 de marzo de 1912. A finales de abril de 1912, se mostró por primera vez al público la aviación militar en un gran desfile militar celebrado en honor al sultán Mehmed V Reshad. Cinco de los siete modelos comprados eran monoplazas, y los dos restantes, de dos plazas. Uno de los monoplazas fue planificado sólo para prácticas en el suelo. El último avión fue confiscado por los serbios, mientras era trasladado a Estambul en tren. Estos aviones estaban ya fuera de servicio en 1914.
A finales de 1912, el ejército otomano tenía un total de 15 aviones, adquiridos principalmente a través de donaciones privadas.

## Guerra italo-turca
En 1911, el Reino de Italia invadió el Valiato de Tripolitania (actual Libia) del Imperio Otomano utilizando aviones de reconocimiento y misiones de bombardeo por primera vez en la historia de la aviación. El 23 de octubre de 1911, un piloto italiano voló sobre las líneas otomanas para el reconocimiento y al día siguiente los dirigibles italianos soltaron bombas sobre objetivos en tierra, lo que representa el primer uso eficaz de los aviones en combate.
Las tropas otomanas abrieron fuego contra un avión italiano el 15 de diciembre de 1911. El primer avión en ser derribado en una guerra fue el del teniente Manzini, el 25 de agosto de 1912; y el primer avión en ser capturado fue el del capitán Moizo, el 10 de septiembre de 1912.
Cuando Italia invadió la Tripolitania, el ejército otomano no estaba listo para utilizar sus pocos aviones nuevos en la batalla. Los otomanos tenían muy pocas tropas en el norte de África y contrarrestaron a los italianos, en su mayoría, con la organización de milicias árabes locales. Una fuerza italiana de asalto anfibio masiva, de 150.000 soldados, tuvo que ser neutralizada por 20.000 beduinos y 8000 turcos. El Gobierno británico, que controlaba militarmente de iure las provincias otomanas de Egipto y Sudán desde la revuelta Urabi en 1882, no permitió al Gobierno otomano enviar tropas adicionales a Libia a través de Egipto. Hubo intentos de compra de aviones a Francia para después enviarlos a Libia a través de Argelia, pero estas intenciones no llegaron a materializarse.

## Guerras de los Balcanes

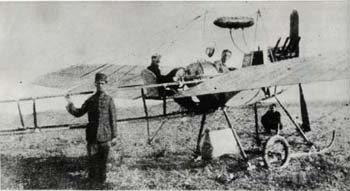
Pilotos otomanos durante las Guerras Balcánicas (1912-1913).

La aviación militar otomana vio su primera participación activa en combate durante la Primera Guerra de los Balcanes, contra los países balcánicos de Montenegro, Serbia, Bulgaria y Grecia. Se emplearon diecisiete aviones otomanos para el reconocimiento, a partir de septiembre de 1912 a octubre de 1913. La aviación militar otomana, debido a la falta de experiencia en la organización en combate, perdió inicialmente un alto número de aviones. Sin embargo, los pilotos se endurecieron con la experiencia en batalla, mejoraron sus habilidades de combate y muchos reclutas nuevos se presentaron para unirse a los escuadrones de aviación.
Sin embargo, la Liga Balcánica ganó la guerra. Más tarde, Bulgaria atacó Grecia y Serbia, lo que dio comienzo a la segunda guerra de los Balcanes, y el Imperio Otomano declaró la guerra a Bulgaria, recuperando así una parte de sus territorios perdidos en Tracia Oriental, entre los que se incluía la ciudad de Adrianópolis.
Hacia el final de las Guerras Balcánicas, la incipiente aviación militar otomana ya había pasado por tres guerras y un golpe de Estado.
Con el final de la segunda guerra de los Balcanes comenzó un proceso de modernización y se adquirieron nuevos aviones. Finalmente, con el estallido de la Primera Guerra Mundial, el proceso de modernización se detuvo bruscamente.

## Antes de la Primera Guerra Mundial

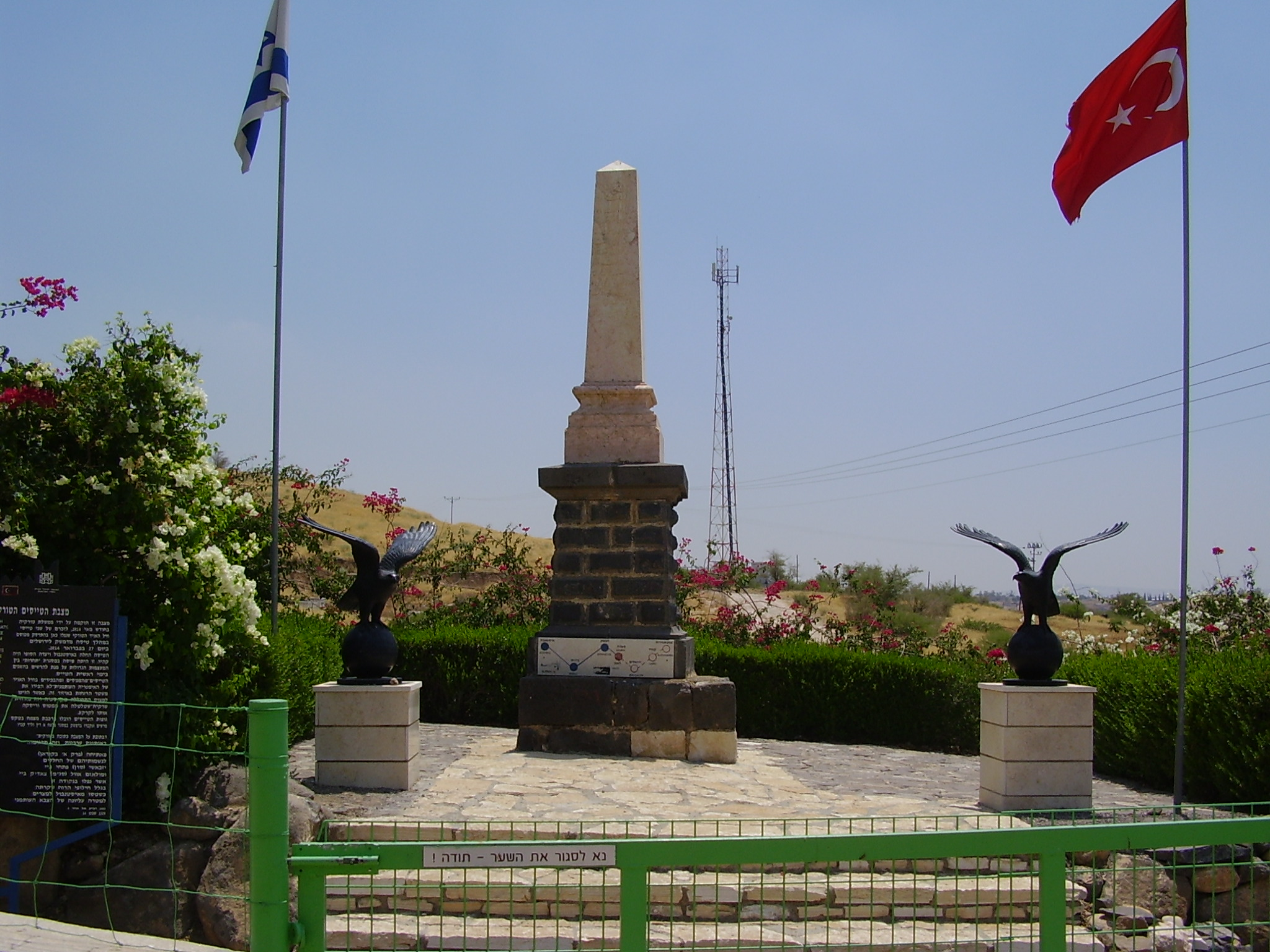
Monumento en el lugar del accidente de aviación, cerca el mar de Galilea.

El 29 de octubre de 1913, los capitanes Salim Bey y Kemal Bey volaron sobre el mar de Mármara, y el 18 de noviembre de ese año, Belkis Sevket Hanım, miembro de la Sociedad para la Defensa de los Derechos de la Mujer (Mudafaa-i Hukuki Nisvan Cemiyeti) viajó a bordo de un avión pilotado por Fethi Bey, convirtiéndose así en la primera mujer turca en viajar en avión.

### Expedición Estambul-Cairo de 1914
Después de las guerras de los Balcanes el Gobierno del Imperio Otomano puso en marcha una expedición de prestigio a través de las áreas del Imperio. Un vuelo de etapa múltiple de cuatro monoplanos de la fuerza aérea que fueron de Estambul a El Cairo y Alejandría (ambas ciudades en Egipto), cubriendo una distancia de casi 2500 kilómetros (1600 millas). Los aviones partieron de Estambul desde la Escuela de Aviación en Hagios Stefanos (moderna Yeşilköy) el 8 de febrero, tripulados por dos aviadores cada uno.
Un avión del primer equipo, un Blériot XI, se estrelló el 27 de febrero en los Altos del Golán, cerca del mar de Galilea, mientras cubrían una ruta de vuelo que iba desde Damasco a Jerusalén. En el accidente murieron el teniente de navío (Bahriye Yüzbaşısı) Fethi Bey, piloto de la aeronave, y su navegante, el teniente primero de artillería (Topçu Mülazım Ula-I) Sadık Bey. Una aeronave del segundo equipo, un Deperdussin B, se estrelló el 11 de marzo en el mar Mediterráneo, fuera de Jaffa, poco después del despegue. El subteniente de artillería (Topçu Mülazım-i Saniye) Nuri Bey murió, mientras que el otro aviador, Ismail Bey Hahkı, sobrevivió al accidente.
Las tres víctimas fueron enterradas en Damasco y se erigieron dos monumentos: uno en el lugar del accidente, cerca del Mar de Galilea, y otro en Estambul.

## Primera Guerra Mundial

### Estructura y organización

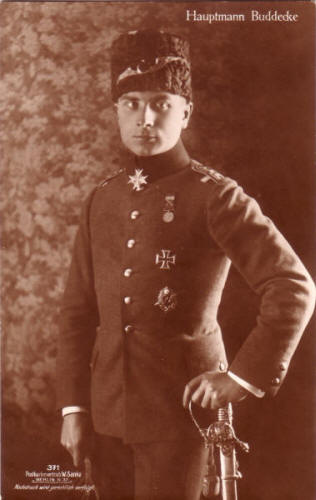
Hans-Joachim Buddecke con el uniforme otomano (1916).

Los escuadrones de aviación otomanos comenzaron la Primera Guerra Mundial bajo el control directo de la Oficina del Comando Militar Supremo (Başkomutanlık Vekâleti ). Debido al costo de las aeronaves, se formaron unidades pequeñas. Permanecieron así durante todo el conflicto, y no llegaron convertirse en un cuerpo separado como en el caso de otros ejércitos de la Primera Guerra Mundial. En lugar de ello, fueron repartidas en pequeños destacamentos de un ejército o cuerpo, en los cuales se dirigió el uso táctico de los aviones. La logística primitiva también contribuyó a mantener esas unidades pequeñas.
Mientras tanto, en junio de 1914 la Armada Otomana estableció la Escuela Naval de Aviación (Bahriye Tayyare Mektebi) en San Stefano.
En 1915, algunos oficiales alemanes, como Hans-Joachim Buddecke, llegaron al Imperio Otomano mientras que algunos oficiales otomanos fueron enviados a Alemania para su instrucción de vuelo. Buddecke lograría cierto éxito al volar por los otomanos, aliados de Alemania, logrando once derribos (cuatro confirmados y otros siete probables) desde finales de 1915 hasta el verano de 1916, durante sus vuelos con los escuadrones de aviación otomanos.
A finales de 1915 se establecieron dos oficinas para el liderazgo de la aviación militar otomana. La 13.ª Rama era parte del Estado Mayor General Otomano. La 9.ª Rama era parte de la oficina del Ministerio de Guerra.
En 1916, el crecimiento de la fuerza aérea contaba ya con 81 pilotos y observadores, y unos 90 aviones. Con el tiempo, Alemania transferiría 460 aviones hasta el Imperio Otomano, de los cuales unos 260 acudierían a unidades otomanas y el resto permanecerían en las unidades alemanas. Entre tanto, 400 hombres de la aviación alemana sirvieron en las fuerzas otomanas.
Hacia el final de la guerra, los escuadrones otomanos de aviación habían devenido un popurrí de aproximadamente 200 aviones suministrados, adquiridos y capturados de Alemania, Francia, Rusia y Gran Bretaña. Incluso, una enumeración general agrupaba siete tipos de Albatros, cuatro de Fokkers, tres de bombarderos Gotha y dos tipos cada uno de Rumpler y Caudron, además de la serie LVG B, Halberstadts, Pfalzes, Voisins, DeHavillands, Nieuports, un Bristol, un Farman, un Morane-Saulnier L Parasol y un Grigorovich G.5.
Se hicieron esfuerzos para reorganizar los escuadrones de aviación otomanos, pero esto se acabó en 1918 con el fin de la Primera Guerra Mundial y la Ocupación de Estambul por Fuerzas Aliadas el 13 de noviembre del mismo año.

### Operaciones

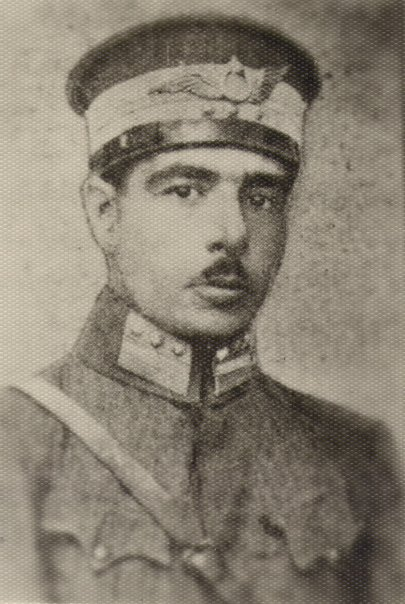
Vecihi Hürkuş fue el primer aviador civil de Turquía.

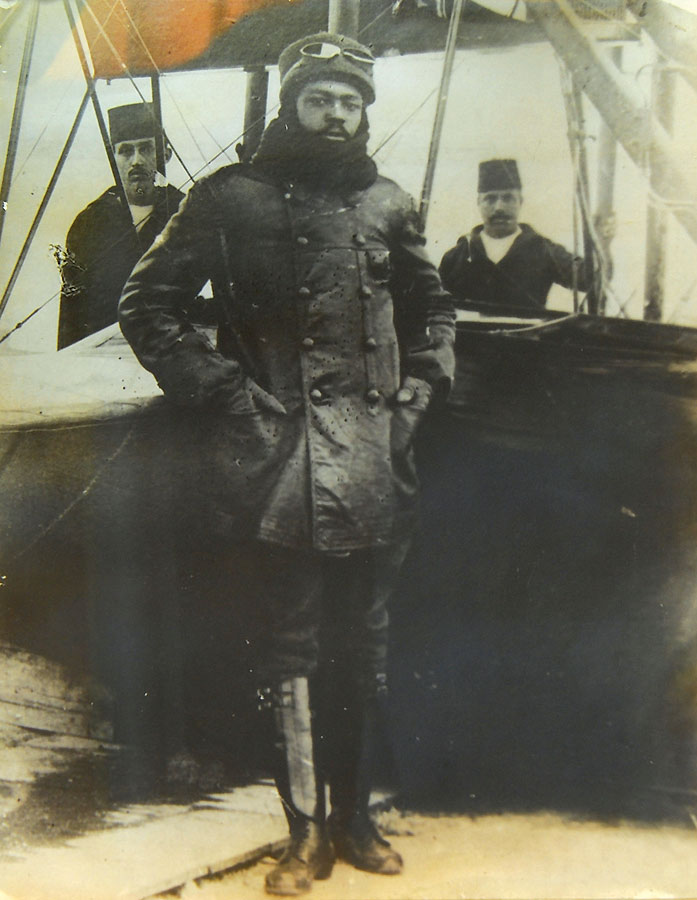
Ahmet Ali Çelikten, un afro-turco y posiblemente el primer piloto negro en la historia de la aviación.

En agosto de 1914, la aviación militar otomana tenía ocho aviones asignados para las operaciones y cuatro en la escuela de vuelo en San Stefano. De seis aviones operativos, dos fueron enviados al este de Anatolia, y los demás fueron retenidos en la escuela de vuelo.
El Mayor Erich Serno llegó en enero de 1915 acompañado por un estado mayor de doce personas. Fue precisamente Erich Serno quien convenció a la cúpula militar otomana de dar a los pilotos un uniforme distinto: una media luna con alas y estrella en el sombrero. Estos hombres fueron repartidos entre los destacamentos otomanos para llenar la escasez de personal capacitado. Se suministró, más tarde, más personal alemán de aviación. El aumento de personal llegó a ser tan extremo que uno de los siete destacamentos formados a finales de 1915 estaba formado casi en su totalidad por alemanes, aunque llevaban uniformes otomanos. El personal otomano en estos siete destacamentos lo conformaba un total de 11 observadores, siete pilotos del ejército, tres pilotos de la Marina y tres pilotos civiles.
La operación más importante de 1915 de los destacamentos de aviones otomanos fue la vigilancia del desembarco de Galípoli. Esta fue realizada por dos destacamentos, que fueron reforzados posteriormente. Aviones otomanos y de Galípoli atacaron blancos navales aliados y griegos, además de bases en todo el norte del mar Egeo.
Los escuadrones de aviación otomanos fueron desplegados a finales de 1915 en los frentes de Galípoli, Mesopotamia, Tracia Occidental, el área de Constantinopla y el Cáucaso.
La flota aérea llegó a su punto más alto en diciembre de 1916, fecha en la que los escuadrones de aviación otomanos contaban ya con 90 aeronaves.
Los escuadrones de aviación se reorganizaron en la Inspección General de las Fuerzas Aéreas (kuva-Yi Havaiye Müfettiş-i Umumiliği) el 29 de julio de 1918.
Durante ese verano, la Brigada Palestina de la Real Fuerza Aérea británica y el Cuerpo de Vuelo de Australia presionaron a los destacamentos de reconocimiento y aviones de combate otomanos y alemanes en Palestina. Las fuerzas otomanas, que carecían de la información necesaria para defenderse de las ofensivas de Edmund Allenby alrededor de Megido, se encontraron bajo ataque pesado aéreo mientras se retiraban tras su derrota.
Con la firma del Armisticio de Mudros el 30 de octubre de 1918, la aviación militar otomana llegó efectivamente a su fin. En el momento del armisticio, la aviación militar del Imperio Otomano contaba con alrededor de 100 pilotos, 17 Compañías de aeroplanos en bases terrestres, con 4 aviones cada una; y 3 compañías de hidroaviones, con 4 aviones cada una; lo que hacía un total de 80 aviones.